# Józef Mitkowski

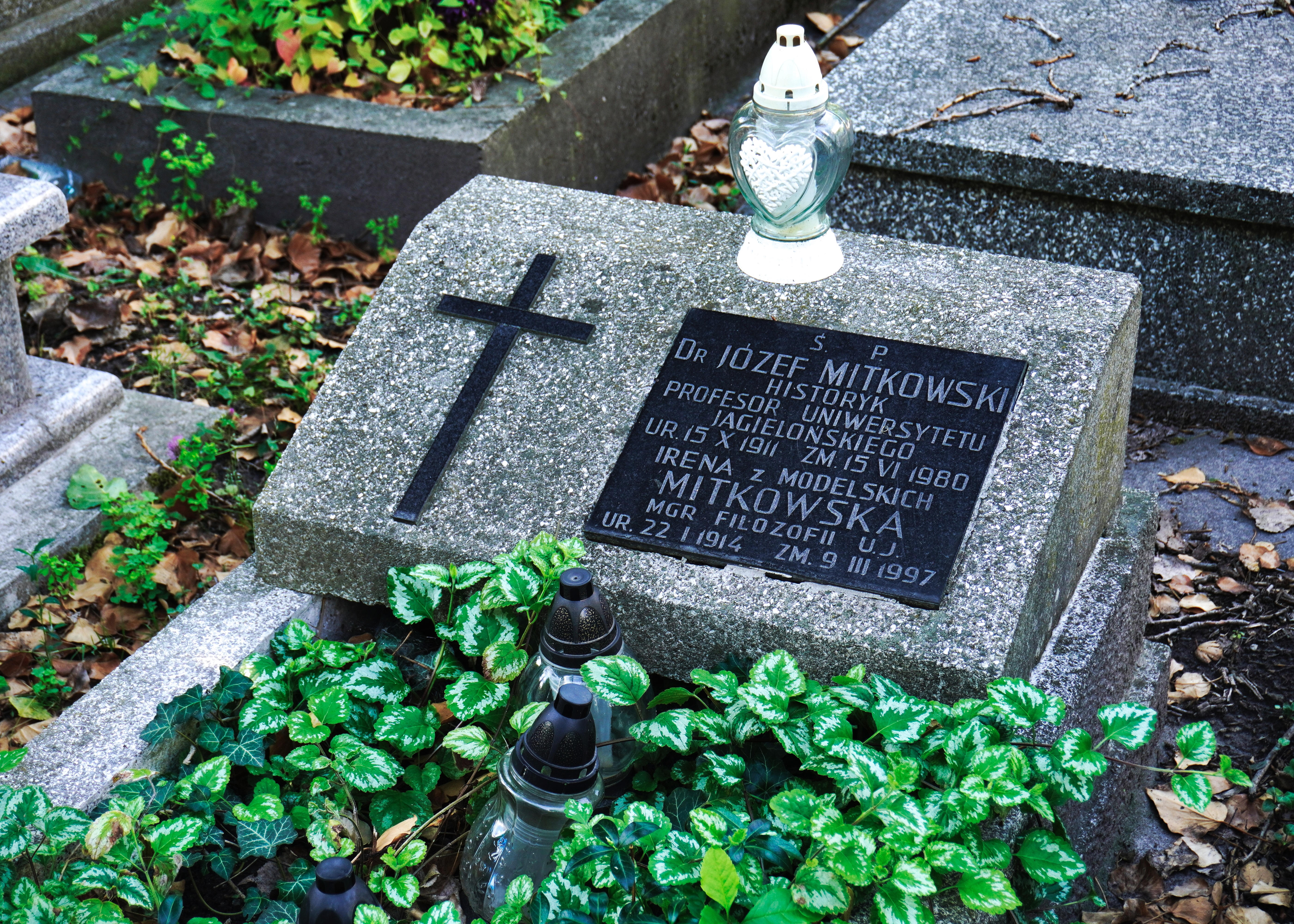
Grób Józefa Mitkowskiego na Cmentarzu Rakowickim w Krakowie

Józef Mitkowski (ur. 15 października 1911 w Krakowie, zm. 15 czerwca 1980 tamże) – polski historyk mediewista.

## Życiorys
Studiował historię na UJ pod kierunkiem Władysława Semkowicza. Doktorat w 1945 na podstawie pracy złożonej 1939 (Początki klasztoru cystersów w Sulejowie, druk 1949). Kierownik katedry historii średniowiecznej od 1965, profesor nadzwyczajny od 1969. W latach 1949–1952 pracownik Archiwum akt Dawnych miasta Krakowa, 1957–1962 kierownik działu rękopisów Biblioteki Czartoryskich w Krakowie. Współpracownik Instytutu Zachodniego.
Został pochowany na cmentarzu Rakowickim w Krakowie.

## Wybrane publikacje
- Pomorze Zachodnie w stosunku do Polski, Poznań: Wydawnictwo Instytutu Zachodniego 1946.
- Początki klasztoru cystersów w Sulejowie: studia nad dokumentami, fundacją i rozwojem uposażenia do końca XIII w., Poznań: nakł. Poznańskiego Towarzystwa Przyjaciół Nauk 1949.
- Śląsk w okresie formowania i utrwalania się państwa polskiego: do roku 1138, Opole: Instytut Śląski 1966.
- Kancelaria Kazimierza Konradowica, księcia kujawsko-łęczyckiego 1233-1267, Kraków: Zakład Narodowy im. Ossolińskich. Wydawnictwo PAN 1968.
- Bolesław Krzywousty, Warszawa: Wydawnictwa Szkolne i Pedagogiczne 1981.

## Odznaczenia
- Krzyż Kawalerski Orderu Odrodzenia Polski
- Złota Odznaka Zasłużony Działacz Kultury
- Złota Odznaka za Pracę Społeczną dla Miasta Krakowa[2].

## Konsultant
Profesor Mitkowski był jednym z konsultantów filmu Bolesław Śmiały (1971) w reżyserii Witolda Lesiewicza. Drugim był profesor Tadeusz Manteuffel.